# Arquebisbat de Filadèlfia
L'arquebisbat de Filadelfia (anglès: Archdiocese of Philadelphia; llatí: Archidioecesis Philadelphiensis) és una seu metropolitana de l'Església Catòlica als Estats Units, que pertany a la regió eclesiàstica III (NJ, PA). Al 2010 tenia 1.464.938 batejats sobre una població de 3.892.194 habitants. Actualment està regida per l'arquebisbe Charles Joseph Chaput, O.F.M.Cap.

## Territori
L'arxidiòcesi comprèn cinc comtats de l'estat de Pennsilvània, als Estats Units: Bucks, Chester, Delaware, Filadelfia i Montgomery.
La seu arxiepiscopal és la ciutat de Filadèlfia, on es troba la catedral de Sant Pere i Sant Pau. Al territori de l'arxidiòcesi, a més, es troben quatre santuaris nacionals:
- Nostra Senyora de Czestochowa (National Shrine of Our Lady of Czestochowa) a Doylestown,
- Santa Katharine Drexel (National Shrine of St. Katharine Drexel) a Bensalem,
- Sant Joan Nepomuceno Neumann (National Shrine of St. John Neumann) i
- Santa Rita de Cascia (National Shrine of St. Rita of Cascia) a Filadèlfia.

El territori s'estén sobre 5.652  km², i està dividit en 267 parròquies, reagrupades en 12 arxiprestats.

### Provincia ecclesiastica
La província eclesiàstica de Filadèlfia, instituïda l'any 1875, s'estén íntegrament sobre l'estat de Pennsilvània, i comprèn les següents diòcesis sufragànies:
- Bisbat d'Allentown,
- Bisbat d'Altoona-Johnstown,
- Bisbat d'Erie,
- Bisbat de Greensburg,
- Bisbat de Harrisburg,
- Bisbat de Pittsburgh,
- Bisbat de Scranton.

## Història
La història de l'Església Catòlica a la zona es remunta a William Penn i quan la missa es deia públicament ja el 1707. El 8 d'abril de 1808, les diòcesis sufragànies de Boston, Nova York, Filadèlfia i Bardstown (traslladada a Louisville el 1841) van ser erigits pel Papa Pius VII amb el breu Ex debito, prenent el territori de la diòcesi de Baltimore, que va ser promoguda al mateix temps al rang d'arxidiòcesi metropolitana. Michael Egan va ser nomenat com el primer bisbe i va ser consagrat com a bisbe el 28 d'octubre de 1810, per l'arquebisbe John Carroll. Inicialment la diòcesi s'estenia a través de Pennsilvània, al llarg del Delaware i en set comtats de Nova Jersey.
L'11 d'agost de 1843 i 29 de juliol de 1853 va cedir part del seu territori per a la creació, respectivament, de les Diòcesis de Pittsburgh i Newark (avui arxidiòcesi).
John Nepomucene Neumann va ser el primer bisbe que organitzà un sistema d'escola diocesana i va augmentar el nombre d'escoles catòliques a la diòcesi d'una a dues-centes. Acollí al Nou Món les Germanes de les Escoles de la Nostra Senyora perquè ajudessin en la tasca en l'educació i orfenats religiosos. Neumann no era un bisbe molt popular, i va rebre crítiques. Es va haver d'enfrontar amb el Know Nothing, un grup polític xenòfob i anticatòlic que va cremar convents i escoles.
El 3 de març de 1868, les diòcesis de Harrisburg, Scranton i Wilmington es van erigir a partir de territori agafats a la diòcesi.
Filadèlfia va ser elevada al rang d'arxidiòcesi metropolitana el 12 de febrer de 1875, amb Harrisburg i Scranton com diòcesis sufragànies. El 28 de gener de 1961, els cinc comtats del nord de Berks, Carbon, Lehigh, Northampton i Schuylkill es van separar de la diòcesi, per crear la diòcesi d'Allentown.
El 1969, l'arxidiòcesi havia crescut fins a 1.351.704 feligresos, preveres diocesans 1.096, 676 sacerdots dels instituts religiosos i 6.622 religioses les dones.
A partir de 2005, els membres de la diòcesi i de la seva jerarquia han estat fortament afectats per escàndols d'abusos sexuals. Dos informes del Gran Jurat, declaracions de culpabilitat i condemnes indiquen mal maneig administratiu de casos i altres qüestions.
El febrer de 2012, la diòcesi va anunciar la reorganització més gran del seu sistema d'educació primària i secundària, amb nombroses recomanacions de tancaments i / o fusions d'escoles.
El juny de 2012, William Lynn, secretari per al clergat de l'arxidiòcesi de Filadèlfia entre 1992 i 2004, va ser condemnat per no haver advertit feligresos ni a la policia dels sacerdots abusadors que coneixia. Aquesta és la primera vegada que, en els casos d'abús de menors dins de l'Església Catòlica dels Estats Units, un funcionari diocesà era condemnat personalment d'aquest crim.
El 23 d'agost de 2012 en un article en línia sobre les escoles de l'Arxidiòcesi de Lou Baldwin al Catholic News Service (CNS), es va anunciar que la Fundació "Fe en el futur" (Faith in the Future Foundation) assumiria la gestió de les disset escoles secundàries de l'arxidiòcesi i les quatre escoles d'educació especial.

## Cronologia episcopal

Escut de l'arxidiòcesi

- Michael Francis Egan, O.F.M. † (8 d'abril de 1808 - 22 de juliol de 1814 mort)
- Henry Conwell † (26 de novembre de 1819 - 22 d'abril de 1842 mort)
- Francis Patrick Kenrick † (22 d'abril de 1842 - 19 d'agost de 1851 nomenat arquebisbe de Baltimore)
- Sant John Nepomucene Neumann, C.SS.R. † (5 de febrer de 1852 - 5 de gener de 1860 mort)
- James Frederick Bryan Wood † (5 de gener de 1860 - 20 de juny de 1883 mort)
- Patrick John Ryan † (8 de juny de 1884 - 11 de febrer de 1911 mort)
- Edmond Francis Prendergast † (27 de maig de 1911 - 27 de febrer de 1918 mort)
- Dennis Joseph Dougherty † (1 de maig de 1918 - 31 de maig de 1951 mort)
- John Francis O'Hara, C.S.C. † (23 de novembre de 1951 - 28 d'agost de 1960 mort)
- John Joseph Krol † (11 de febrer de 1961 - 11 de febrer de 1988 renuncià)
- Anthony Joseph Bevilacqua † (8 de desembre de 1987 - 15 de juliol de 2003 jubilat)
- Justin Francis Rigali (15 de juliol de 2003 - 19 de juliol de 2011 jubilat)
- Charles Joseph Chaput, O.F.M.Cap., des del 19 de juliol de 2011

## Estadístiques
A finals del 2010, la diòcesi tenia 1.464.938 batejats sobre una població de 3.892.194 persones, equivalent al 37,6% del total.
| any  | població  | població  | població | sacerdots | sacerdots       | sacerdots       | sacerdots             | diaques | religiosos | religiosos | parròquies |
| ---- | --------- | --------- | -------- | --------- | --------------- | --------------- | --------------------- | ------- | ---------- | ---------- | ---------- |
| any  | batejats  | total     | %        | total     | clergat secular | clergat regular | batejats por sacerdot | diaques | homes      | dones      |            |
| 1910 | 525.000   | 2.712.708 | 19,4     | 582       | 474             | 108             | 902                   |         | 89         | 2.565      |            |
| 1950 | 1.058.058 | 3.721.786 | 28,4     | 1.893     | 1.221           | 672             | 558                   |         | 828        | 6.819      | 398        |
| 1966 | 1.346.095 | 3.813.000 | 35,3     | 1.764     | 1.075           | 689             | 763                   |         | 1.149      | 6.324      | 312        |
| 1970 | 1.352.633 | 3.901.000 | 34,7     | 1.670     | 1.004           | 666             | 809                   |         | 1.008      | 6.534      | 316        |
| 1976 | 1.377.469 | 3.901.000 | 35,3     | 1.614     | 1.002           | 612             | 853                   |         | 948        | 6.053      | 311        |
| 1980 | 1.379.168 | 3.602.495 | 38,3     | 1.515     | 962             | 553             | 910                   | 1       | 876        | 5.884      | 307        |
| 1990 | 1.402.753 | 3.961.022 | 35,4     | 1.379     | 890             | 489             | 1.017                 | 95      | 713        | 4.638      | 302        |
| 1999 | 1.411.256 | 3.217.000 | 43,9     | 1.215     | 796             | 419             | 1.161                 | 157     | 141        | 3.873      | 287        |
| 2000 | 1.418.575 | 3.708.226 | 38,3     | 1.173     | 769             | 404             | 1.209                 | 173     | 548        | 3.764      | 286        |
| 2001 | 1.430.161 | 3.707.238 | 38,6     | 1.165     | 758             | 407             | 1.227                 | 190     | 550        | 3.711      | 283        |
| 2002 | 1.488.316 | 3.849.647 | 38,7     | 1.133     | 741             | 392             | 1.313                 | 197     | 530        | 3.547      | 282        |
| 2003 | 1.494.883 | 3.861.648 | 38,7     | 1.083     | 717             | 366             | 1.380                 | 212     | 511        | 3.428      | 282        |
| 2004 | 1.486.058 | 3.872.783 | 38,4     | 1.078     | 706             | 372             | 1.378                 | 213     | 503        | 3.366      | 279        |
| 2010 | 1.464.938 | 3.892.194 | 37,6     | 988       | 619             | 369             | 1.482                 | 234     | 481        | 2.763      | 267        |